# 堺左千夫
堺 左千夫（、1925年〈大正14年〉9月8日 - 1998年〈平成10年〉3月11日）は、日本の俳優。東京都出身。本名は阿部 幸男。新星プログループに所属していた。

## 来歴・人物
1925年9月8日、東京市の電気商の息子として生まれる。東京市立浅草工業専修学校卒業。
第1期東宝ニューフェイスの試験に合格し、東宝に入社。三船敏郎、伊豆肇とは同期である。
1947年、黒澤明監督の『素晴らしき日曜日』でデビュー。以降、黒澤、岡本喜八、稲垣浩ら、東宝の監督の作品に常連として多数出演。若大将シリーズの敵役「赤まむし」役などの脇役俳優として知られる。飄々とした演技を得意とした。
撮影所仲間からは「ブーちゃん」の愛称で親しまれた。
東宝の俳優であった加藤茂雄は、堺は特別な個性を持って役をこなしていたが、慣れない役柄に抜擢された時は相談を受けることもあったと述べている。

## 出演

### 映画
- 素晴らしき日曜日（1947年、東宝） - 闇切符売り
- 酔いどれ天使（1948年、東宝） - ギターの与太者
- 野良犬（1949年、東宝） - レビュー劇場の客[注釈 1]
- 青い山脈（1949年、東宝） - 与太者
- 暴力の街（1950年） - ギャング
- 悲歌（1951年、東宝） - ボーイ広瀬
- 青い真珠（1951年、東宝） - 柳谷
- 荒木又右衛門 決闘鍵屋の辻（1952年、東宝）
- 南国の肌（1952年、東宝）
- 港へ来た男（1952年、東宝）
- 若い人（1952年、東宝） - 安井先生
- 足にさわった女（1952年、東宝） - 車掌
- 生きる（1952年、東宝） - ヤクザの子分[注釈 1]
- 三等重役（1952年、東宝） - 出張所社員[注釈 1]
- 次郎長三国志シリーズ（東宝） - 沼津の佐太郎
  - 第二部 次郎長初旅（1953年）
  - 第七部 初祝清水港（1954年）
  - 第八部 海道一の暴れん坊（1954年）
- 太平洋の鷲（1953年、東宝） - 陸軍参謀C大尉[9]
- プーサン（1953年、東宝） - 警官[注釈 1]
- 七人の侍（1954年、東宝） - 人足
- ゴジラシリーズ（東宝）
  - ゴジラ（1954年） - 萩原新聞記者[出典 3]
  - キングコング対ゴジラ（1962年） - 大林[1][4]
  - ゴジラ・ミニラ・ガバラ オール怪獣大進撃（1969年） - 千林[9][4]
- 獣人雪男（1955年、東宝） - 中田[9]
- 続宮本武蔵 一乗寺の決斗（1955年、東宝） - 本位田又八
- 鬼火（1956年、東宝） - 集金人吉川
- 蜘蛛巣城（1957年、東宝） - 鷲津の親兵
- 大番（1957年、東宝） - サイトリK
- 続・サザエさん（1957年、東宝） - 山下夫
- 三十六人の乗客（1957年、東宝） - 笠根運転手
- 東北の神武たち（1957年、東宝） - 常ズンム
- 青い山脈 新子の巻・雪子の巻（1957年、東宝） - 中尾先生
- 花嫁三重奏（1958年、東宝） - 黒川
- 駅前旅館（1958年、東京映画） - 上野駅巡査
- 裸の大将（1958年、東宝） - りっちゃん
- 隠し砦の三悪人（1958年、東宝） - 六郎太に捕えられる足軽
- 或る剣豪の生涯（1959年、東宝）
- 戦国群盗伝（1959年、東宝）
- 暗黒街の顔役（1959年、東宝） - 市村
- 愚連隊シリーズ（東宝）
  - 独立愚連隊（1959年） - 万年一等兵
  - 独立愚連隊西へ（1960年） - 神谷一等兵
- 私は貝になりたい（1959年、東宝） - 運転手
- 暗黒街の対決（1960年、東宝） - お不動吉
- サラリーマン御意見帖 男の一大事（1960年、東宝） - 社員
- 電送人間（1960年、東宝） - 滝[9]
- ハワイ・ミッドウェイ大海空戦 太平洋の嵐（1960年、東宝） - 整備参謀[9]
- 大坂城物語（1961年、東宝） - 速水甲斐
- 暗黒街の弾痕（1961年、東宝） - 中江房吉
- 用心棒（1961年、東宝） - 八州廻りの足軽
- 特急にっぽん（1961年、東宝） - 公安官青木
- 若大将シリーズ（東宝）
  - 大学の若大将（1961年） - 白バイの警官
  - 銀座の若大将（1962年） - 宏
  - 日本一の若大将（1962年） - 張山
  - ハワイの若大将（1963年） - 赤塚
- 椿三十郎（1962年、東宝） - 足軽
- 妖星ゴラス（1962年、東宝） - 医師[1]
- どぶろくの辰（1962年、東宝）
- 忠臣蔵 花の巻・雪の巻（1962年、東宝） - 貴島主水
- 五十万人の遺産（1963年、宝塚映画） - 五十嵐
- クレージー映画（東宝）
  - クレージー作戦 くたばれ!無責任（1963年） - 八田
  - クレージーの殴り込み清水港（1969年） - 番頭
  - 日本一のショック男（1971年）
- 女の歴史（1963年、東宝）
- 士魂魔道 大龍巻（1964年、宝塚映画） - 豊臣家残党羽島
- 今日もわれ大空にあり（1964年、東宝） - 巡査
- 社長シリーズ（東宝）
  - 社長忍法帖（1965年） - 平山文男
  - 社長繁盛記（1968年）
  - 続・社長繁盛記（1968年） - ボーイ
- 太平洋奇跡の作戦 キスカ（1965年、東宝） - 小島主計兵長[9]
- 狸シリーズ（東宝）
  - 狸の大将（1965年） - 福岡の運転手
  - 狸の休日（1966年） - 警察の係長
- 国際秘密警察シリーズ（東宝）
  - 国際秘密警察 鍵の鍵（1965年） - 稲川
  - 国際秘密警察 絶体絶命（1967年） - 秘密警察員島田
- 暴れ豪右衛門（1966年、東宝） - 茂十
- 奇巌城の冒険（1966年、東宝） - キャラバンの案内人
- 怒涛一万浬（1966年、東宝） - 河辺
- キングコングの逆襲（1967年、東宝） - フーの助手[1]
- 8.15シリーズ（東宝）
  - 日本のいちばん長い日（1967年） - 厚木基地飛行整備科長
  - 連合艦隊司令長官 山本五十六（1968年） - 操舵員
  - 激動の昭和史 軍閥（1970年） - 北村上等兵
  - 激動の昭和史 沖縄決戦（1971年） - 水を売る男[9]
- 爆笑野郎 大事件（1967年、東宝） - 夕空電機山田販売課長
- 風林火山（1969年、三船プロ） - 山県三郎兵衛
- 愛のきずな（1969年、東宝） - 宮田庶務
- コント55号 俺は忍者の孫の孫（1969年、東宝） - 消防署係長
- 赤毛（1969年、東宝） - 百姓袈裟治
- 幽霊屋敷の恐怖 血を吸う人形（1970年、東宝） - 運転手[10]
- ゲゾラ・ガニメ・カメーバ 決戦!南海の大怪獣（1970年、東宝） - 週刊トピックス編集長[9]
- バツグン女子高校生 そっとしといて16才（1970年、東宝） - 二宮
- 人間革命（1973年、東宝） - 高島
- ルパン三世 念力珍作戦（1974年、東宝） - 美術館警備班長
- 吶喊（1975年、ATG） - 二枚橋ノ和助
- やさぐれ刑事（1976年、松竹） -  佐川
- ブルークリスマス（1978年、東宝映画） - タクシー運転手
- 密約 外務省機密漏洩事件（1978年） - 筈見辰朗
- 近頃なぜかチャールストン（1981年、ATG） - 通信大臣
- 座頭市（1989年、勝プロ）
- 夢（1990年、黒澤プロ）
- 八月の狂詩曲（1991年、黒澤プロ）

### テレビドラマ
- 正塚の婆さん（1963年、TBS）
- ウルトラシリーズ（TBS / 円谷プロ）
  - ウルトラQ（1966年）
    - 第4話「マンモスフラワー」 - 東京広告社の支配人
    - 第17話「1/8計画」 - 1/8計画係員

  - ウルトラマンA 第41話「冬の怪奇シリーズ 怪談! 獅子大鼓」（1973年） - 新太の父
- 遊撃戦（1966年、NTV / 東宝） - 中西一等兵
- 五人の野武士（1968年 - 1969年、NTV / 三船プロ） - 四方弁之進
- 鬼平犯科帳（1969-70年、1971-72年、NET / 東宝） - 伊三次
  - 鬼平犯科帳（1980年、1981年、1982年、NET / 東宝） - 伊三次
- 大忠臣蔵（1971年、NET / 三船プロ）
- 特別機動捜査隊（NET /東映）
  - 第518話「わが道を行く」（1971年） - 荻村
  - 第553話「悪魔の囁くとき」（1972年） - 尾関
  - 第672話「俺の殺した女」（1974年） - 健二郎
  - 第690話「泥水の流れの中で」（1975年） - 大山鉄夫
  - 第695話「現代母親教育論」（1975年） - 上杉良吉
  - 第706話「魅せられた賭け」（1975年）- 竹山
- 清水次郎長 第26話「弱くて強い男」（1971年、CX / 東映、タケワキプロ）　- 松屋
- 一心太助 第14話「人情勧進相撲」（1972年、CX / 国際放映） - 盗人
- 遠山の金さん捕物帳 第135話「冥土から帰った男」（1973年、NET / 東映）
- 非情のライセンス （NET /東映）
  - 第1シリーズ第1話「兇悪の門」（1973年） - 看守
  - 第2シリーズ第11話「兇悪の夢」（1974年） - 組合員一
- へんしん!ポンポコ玉（1973年、TBS / 国際放映） - 立花一平
- 水滸伝（1973年、NTV / 国際放映） - 何濤
- 荒野の用心棒 第29話「黒い葬列団は夕陽に映えて…」（1973年、NET / 三船プロ） - 太平次
- 新書太閤記（1973年、NET / 東映） - 松永弾正
- 必殺シリーズ（ABC / 松竹）
  - 必殺仕掛人 第24話「士農工商大仕掛け」（1973年） - 田島新兵衛
  - 必殺仕置人 第15話「夜がキバむく一つ宿」（1973年） - 薬売り弥助
  - 助け人走る 第35話「危機大依頼」（1974年） - 軍平
  - 暗闇仕留人 第26話「拐かされて候」（1974年） - 松五郎
  - 必殺仕置屋稼業 第6話「一筆啓上怨霊が見えた」（1975年） - 喜助
  - 必殺仕業人 第28話「あんたこの結果どう思う」（1976年） - 手下・参次
  - 必殺商売人 第10話「不況に新商売の倒産屋」（1978年） - 天満屋宗兵衛
  - 必殺からくり人 富嶽百景殺し旅 第2話「隠田の水車」（1978年） - 清兵衛
  - 翔べ! 必殺うらごろし 第1話「仏像の眼から血の涙が出た」（1978年） - 弥平
  - 必殺仕事人
    - 第21話「子隠しで昔の恨みを晴らすのか?」（1979年） - 津軽屋宗兵ヱ
    - 第45話「裏技欺しの十手業」（1980年） - 中山利平

  - 必殺仕事人III 第10話「子供にいたずらされたのは主水」（1982年） - 松五郎
  - 必殺仕事人意外伝 主水、第七騎兵隊と闘う 大利根ウエスタン月夜（1985年） - 桑山盛助
  - 必殺仕事人V・激闘編 第30話「主水、年上妻にあこがれる」（1986年） - 嘉平次
- 剣客商売 第21話「逆転仇討ち」（1973年、CX / 東宝 / 俳優座） - 岡っ引
- 風の中のあいつ（1973年 - 1974年、TBS）
- ぶらり信兵衛 道場破り 第18話（1974年、CX / 東映） - 重太郎
- ご存知遠山の金さん 第31話「泣くな伝助」（1974年、NET / 東映） - 宇助
- 白い牙 第23話「葬いのバラード」（1974年、NTV / 大映テレビ）
- 座頭市物語 第1話「のるかそるかの正念場」（1974年、CX / 勝プロ） - 彦太郎
- 鞍馬天狗 第1話（1974年、NTV / 東宝） - 偽鞍馬天狗
- 太陽にほえろ!（NTV / 東宝）
  - 第126話「跳弾」（1974年） - 浦林社長
  - 第651話「号泣」（1985年） - 室田
- 水戸黄門（TBS / C.A.L）
  - 第5部 第20話「親をだました親孝行 -徳山-」（1974年8月19日） - 善作
  - 第9部 第22話「初春女狐騒動 -諏訪-」（1979年1月1日） - 彦兵衛
  - 第10部 第5話「鬼庄屋は黄門様に瓜二つ -沼津-」（1979年9月10日） - 三造
  - 第11部 第4話「悪を斬る紅緒の三度笠 -山形-」（1980年9月8日） - 出羽屋六蔵
  - 第12部
    - 第2話「頑固くらべで悪退治 -八王子-」（1981年9月7日） - 福兵衛
    - 第23話「弥七を騙った悪い奴 -善光寺-」（1982年2月1日） - 彦兵衛

  - 第13部 第23話「悪を裁いたかすり織 -久留米-」（1983年3月21日） - 治平
  - 第14部 第14話「鬼と呼ばれた黄門様 -本庄-」（1984年1月30日） - 徳兵衛
  - 第15部 第36話「代官にされたドジな掏摸 -岡部-」（1985年9月30日） - 鳴海屋
  - 第16部 第25話「黄門様を叱った娘 -鶴岡-」（1986年10月13日） - 仁兵衛
- はぐれ刑事 第10話「本ボシ」（1975年） - 高木
- がんばれ!!ロボコン 第23話「ムカポッポ! おいらの煙は良い薬」（1975年、NET / 東映） - 歯科医の別所先生
- お耳役秘帳 第12話「情のかけ橋を渡れ」（1976年、KTV / 歌舞伎座テレビ） - 島地兵部
- 忍者キャプター 第39話「念力忍者が超能力の子供を狙う!」（1976年、12ch / 東映） - 甲賀念力
- 人魚亭異聞 無法街の素浪人 第14話「暗黒街の女」（1976年、NET / 三船プロ） - 為吉
- 隠し目付参上 第22話「時々刻々! 危うし左吉は切腹か」（1976年、MBS / 三船プロ） - 淡路屋徳平
- 大江戸捜査網（12ch / 三船プロ）
  - 第243話「哀しみの子連れ唄」（1976年） - 辰造
  - 第276話「無残! 盗っ人秘録」（1977年） - 猿の左平次改め大黒屋
  - 第372話「除夜の鐘は皆殺しの調べ」（1978年） - 丸庄
  - 第403話「怪奇 生きていた死美人」（1979年） - 伊勢屋
  - 第425話「女忍者涙の姉弟愛」（1980年） - 風魔の残党
  - 第480話「謎を呼ぶ傀儡人形」（1981年） - 高柳主膳
  - 第494話「隠密対殺し屋 地獄の決斗」（1981年） - 徳兵衛
  - 第510話「女飛脚は殺しの標的」（1981年） - 沢田修理亮
  - 第518話「涙の仇討ち慕情」（1981年） - 備前屋
  - 第528話「易者は殺しの暗号」（1982年） - 河内屋利兵衛
  - 第540話「殺し屋軍団 逆転の切り札」（1982年） - 相模屋聡兵衛
  - 第560話「乱れ大奥 いけにえの姫君」（1982年） - 姉小路高麿
  - 第573話「妖艶! 熱い肌は殺しの匂い」（1982年） - 庄造
  - 第602話「母よ許して! 花街子連れ唄」（1983年） - 櫻屋伝三郎
  - 第626話「女の決闘! くの一美女変化」（1983年） - 天満屋
- お昼のテレビ小説 / 女ひとり（1977年、CX/ 東京映画） - 大村重吉
- 快傑ズバット 第8話「哀しみのプロパン爆破」（1977年、12ch / 東映） - ミッキー蛇山
- 破れ奉行（1977年、ANB / 中村プロ）
  - 第8話「長崎から来た女」 - 大村屋
  - 第27話「ペルシャ猫の女王」 - 平助
- 大追跡 第8話「必死の追走」（1978年、NTV / 東宝）
- 大岡越前（TBS / C.A.L）
  - 第5部 第24話「仇討ち幽霊駕籠」（1978年7月17日） - 徳兵衛
  - 第6部（1982年）
    - 第19話「釣り忍の女」 - 彦十
    - 第30話「十手を嵩の悪い奴」 - 覚兵衛

  - 第8部（1984年）
    - 第2話「幽霊駕籠の仇討ち」 - 惣吉
    - 第16話「抜け荷暴いた娘掏摸」 - 源造
- 西遊記I 第1話「石猿誕生す」（1978年10月1日、NTV / 国際放映） - 御厩の役人
  - 西遊記II 第4話「落ちこぼれの恐怖! 分数妖怪」（1979年、NTV / 国際放映）
- 江戸の旋風シリーズ（CX / 東宝）
  - 同心部屋御用帳 江戸の旋風IV
    - 第5話「二ツの顔を持つ男」（1978年） - 三升屋
    - 第13話「錆びた十手」（1979年） - 山内

  - 新・江戸の旋風 第2話「山吹色は悪の色」（1980年） - 越後屋
  - 時代劇スペシャル / 同心部屋御用帳 江戸の旋風（1984年） - 越後屋清兵衛
- 江戸の激斗 第8話「宿場の対決」（1979年、CX / 東宝） - 亀吉
- 風鈴捕物帳 第9話「父娘を結ぶ銀の駒」（1979年、ANB / 東映）
- 大空港 第32話「空港美女連続殺人事件! 都会の孤独」（1979年、CX / 松竹） - 末村聡
- 新五捕物帳 第65話「あした幸せなら」（1979年、NTV / ユニオン映画） - 仁助
- 雪姫隠密道中記（1980年、MBS / S.H.P）
  - 第7話「悪代官は瓜ふたつ -柳井-」 - 前田屋覚兵衛
  - 第22話「鬼が巣喰う天下の嶮 -箱根-」 - 岩村の勝蔵
- 噂の刑事トミーとマツ（TBS）
  - 第1シリーズ 第62話「キャッ! 水曜日の切り裂き魔」（1981年） - 黒沼
  - 第2シリーズ（1982年）
    - 第16話「トミマツまっ青! おとこ女が出たァ」 - 第一物産専務
    - 第36話「ジャッキートミーのグラグラ酔拳」 - 大沢
- 右門捕物帖 第14話「罠にはまった敬四郎」（1983年、NTV）
- 眠狂四郎無頼控 第8話「悪魔儀式いけにえの女体」（1983年、TX） - 藤波大和
- 土曜ワイド劇場（ANB）
  - 京都殺人案内9 「歌謡界のウラを暴け」（1984年） - 田所刑事
  - 京都殺人案内10 「からたちの花は死んだよ…」（1985年） - 小島敏夫
- 木曜ゴールデンドラマ / 孤独の西海岸（1984年、YTV / 三船プロ）
- 暴れ九庵 第12話「ひたむきに愛」（1984年、KTV / 東宝） - 勝蔵
- ただいま絶好調! 第12話「翔べ! ウイング車」（1985年、ANB / 石原プロモーション）
- 誇りの報酬 第43話「母に捧げる犯罪」 (1986年、NTV / 東宝) - 老人ホーム施設長
- 西田敏行の泣いてたまるか 第6話「こちら突撃リポーター」（1986年、TBS / 国際放映、東阪企画）
- 江戸を斬るVII 第6話「桃の節句の鬼退治」（1987年、TBS / C.A.L） - 儀助
- ニュータウン仮分署 第13話「今夜、刑事が銃弾に倒れる!」（1988年、ANB） - 苦情を言う男性
- 鬼平犯科帳 第1シリーズ 第22話「金太郎そば」（1990年、CX / 松竹） - 金屋伊右衛門
- 続続・三匹が斬る! 第4話「壺が割れ、正体見えた逃亡者」（1990年、ANB / 東映） - 壷屋僧旻
- 水曜グランドロマン / 老いたる父と（1990年、NTV / 東宝）